# 小尻源峰
小尻 源峰（こじり げんぽう、1927年<昭和2年>5月12日 - 2011年<平成23年>3月13日）は日本画家である。師は森谷南人子。広島県尾道市出身で現在は岐阜県在住。
白峰会会長。等迦会特別会員。弟子は星月ノ友（旧雅号・小尻紗弘）

## 人物

### 誕生～終戦まで
1927年(昭和2年)に広島県尾道市で生まれる。幼い頃にリウマチ熱にかかり、心臓弁膜症という重い障害が残る。6歳まで尾道市で過ごすが、父親の転勤のため大阪府島屋町へ転居する。室戸台風の被害に遭い、家が廃屋となった為、一時吹田町に転居する。その後、再び島屋町に戻り、島屋小学校へ転校後、卒業。
西野田工業高校に進学するが、1941年(昭和16年)12月8日太平洋戦争が勃発し、在学中に志願兵として、広島の呉海兵団に入隊。横須賀の大楠海軍機関学校に入校し、魚雷艇航海技術などを学び卒業後、呉に戻る。
1945年(昭和20年)8月6日に広島市への原子爆弾投下により発生したきのこ雲を目撃。救護命令を受け、広島に救護活動に行くために総合身体検査を受けたところ、血圧が正常で無く、救護活動に参加できなかった。同年の8月15日に終戦を迎え、兵役解除となり、姉が住んでいた尾道市へ行く。
復員局として「鹿島」(練習巡洋艦)に乗艦、日本在住兵や軍族を乗せてオーストラリアからの帰国業務に携わった。業務終了後、就職の為広島県三原市へ行く。

### 終戦～現在まで
広島県三原市の三菱重工に入社。自動工作機（オートメーション）等の開発設計を行った。同時期、絵を習いたい旨を俳人の叔父に相談、小林和作を紹介され筆談にて洋画を習う。また叔父から尾道に住む日本画家の名前を聞き、弟子入り志願するが断られる。諦めきれず何度も足を運び、最終的に一週間の座り込みを行う。結果、1950年(昭和25年)に国画創作協会会友森谷南人子に日本画を師事。本格的な修業を積んだ。
1959年(昭和34年)には、兵庫県尼崎市のナニワ工機に転勤、阪急系列会社の電車の設計、東武鉄道からの依頼でデラックスロマンスカー(けごん)の設計や総合デザインを担当した。その他、ボディペインティング塗料で南米チリの観光車両に富士、舞妓、宮島の風景を描く。また初期の新幹線の設計やデザインを担当した。
その後、会社が拡大され、岐阜県のアルナ工機に転勤し、近代様式の建築やサッシ、コンテナーハウジング、可動式ドア、ロボットの構造や総合デザイン研究のためヨーロッパ数ヶ国をまわり、調査や研究を行った。定年間近に心筋梗塞で入院、その後、定年退職を迎える。
数年後の1985年(昭和60年)に「流派にこだわらず個性豊かな素晴らしい芸術作品を発表し、多くの若手作家が中央で活躍する先輩のアーティストと共に、お互いに研鑽しながらバラエティに富んだ展覧会」を目的に全国公募「美術団体白峰会」を結成。1986年(昭和61年)に第1回白峰展開催(2010年7月に第25回を迎える)。1990年(平成2年)に、当時等迦会（東京都美術館）の会長・鈴木一英に出会い、同年の第23回等迦展に推薦出品する。また1995年(平成7年)には、「阪神大震災被災者へ頑張れのメッセージを込めて」チャリティー展を開催し、利益はすべて新聞社を通して被災地へ送られた。2003年には、弟子の星月ノ友（旧雅号・小尻紗弘）と共同で師弟展を開く。
現在は美術団体白峰会会長、等迦会の特別会員。
2011年（平成23年）3月13日に、幼少時に罹ったリウマチ熱が原因の心臓弁膜症による心不全の為、死去。83歳没。

## 主な略歴
- 1950年 帝展作家森谷南人子に師事、日本画を習得する
- 1953年 南画展、県展、日本文化展出品 知事賞 特選
- 1960年 三原アートクラブ主宰・三原市美展の審査員
- 1963年
  - 兵庫県尼崎市展 洋画の部 入賞第一席（尼崎市立文化会館）
  - 文化祭美術展 日本画の部 市議会議長賞（尼崎市立文化会館）
  - 文化祭美術展 洋画の部 市議会議長賞（尼崎市立文化会館）
  - ※同じ展覧会で日本画・洋画ともに市議会議員賞を受賞
- 1965年～1979年 フランス、イタリア、ドイツ、スウェーデン、ノルウェー、スペイン、アメリカ、カナダ等、世界の建築様式や芸術を視察研究する。
- 1983年 個展「ふる里を画がく」チャリティー展を開催
- 1985年 国際美術審議会委員 大垣市文化功労章、国際芸術展で国内賞、国際芸術平和功労賞
- 1986年 美術団体白峰会・会長就任 第1回白峰展開催(以後25回連続出品)
- 1988年
  - 美術コンクール’88連展 読売新聞社賞受賞（埼玉県立近代美術館）
  - 第2回日本選抜美術展 日本選抜特選受賞（東京都セントラル・アネックス）
  - 「小尻源峰」40周年記念個展を開催（大垣文化会館・現スイトピアセンター)
- 1989年
  - 美術コンクール’89連展 東京都議会議長賞受賞（東京都美術館）
  - カンヌ国際芸術展 銅賞（カンヌ国際映画祭会場）
  - 第13回IAC美術展 郵政大臣賞（あがたの森美術館）
- 1990年
  - 第5回白峰展 内閣総理大臣賞（岐阜県美術館）
  - 第23回等迦展 推薦出品（東京都美術館）
- 1991年 第24回等迦展 委員賞受賞（東京都美術館）
- 1992年 中山道展「日本の宿場町」を開催（大垣文化会館・現スイトピアセンター）

- 1994年 第27回等迦展 愛知県知事賞受賞・1回目（東京都美術館）
- 1995年 白峰会チャリティー展を開催
- 1996年
  - 第20回IAC美術展 第24回記念大賞（あがたの森美術館）
  - 第29回等迦展 愛知県知事賞受賞・2回目（東京都美術館）
- 1998年 第31回等迦展 東京都知事賞受賞（東京都美術館）
- 1999年 第32回等迦展 文部大臣奨励賞受賞（東京都美術館）
- 2003年 弟子・星月ノ友との師弟展を開催(大垣文化会館・現スイトピアセンター)
- 現在  白峰会会長・等迦会特別会員

## 寄贈
(号は大きさ)
日本画
- 「雪の大垣城」(100号) 大垣文化会館・現スイトピアセンター
- 「残照」(120号) タルイピアセンター
- 「大滝」(100号) 岐阜垂井中央公民館
- 「雪晴れ」(100号) 国民健康保険関ケ原病院
- 「菩提山の風景」(120号) 岩手公民館

南画
- 「赤坂の雪」(20号) 岐阜垂井中央公民館
- 「春の大垣城」(10号) 戸海コミュニティセンター

洋画
- 「ナポリの風景」(100号) 垂井町立不破中学校
- 「海のある風景」(10号) 垂井幼稚園

水墨画
- 「妙義山」(100号) 岐阜県東公民館

## 主な作風
- 日本画
- 洋画
- 水彩画
- 水墨画
- 南画

## 代表作
現代の日本美術（Japanese Art in Now 1987）より引用
「波涛」第1回白峰会展（小尻源峰談）
「越前海岸は、北陸路で一番好きな題材である。雄大な自然美が絵心を掻き立て、日本海の荒波は男性的な躍動を感じさせる。打ち寄せる波が、岩に当って砕け、飛び散り、色々の波紋を造り出す。じっと見ていると、時の過つのも忘れてしまう。」
"Billows"
Echizen Coast is my favorite subject in Hokuriku region. 
Its roughness and wildnese always inspires me to take up my brush. Rolling waves of 
Nihon-Kai(the Japanese Sea)are an emblem of masculine and dynamic beauty.
I would watch forever the waves creating various ripples as they dash and break against rocks.